# Port lotniczy Tebriz
Port lotniczy Tebriz (IATA: TBZ, ICAO: OITT) – port lotniczy położony w Tebrizie, w ostanie Azerbejdżan Wschodni, w Iranie.